# Закріплення ґрунтів
Закрі́плення (стабілізація) ґрунті́в — загальний термін для будь-якого фізичного, хімічного, механічного, біологічного або комбінованого методу зміни природного ґрунту для досягнення інженерних цілей. Зокрема, штучне збільшення тримкості, міцності, водонепроникності, опору розмиву масиву гірських порід в умовах їх природного залягання; група методів, направлених на забезпечення фіксованого положення ґрунту в умовах його природного залягання шляхом штучного перетворення фізико-хімічними методами.

## Загальний опис
Застосовується у дорожньому будівництві, при проходженні гірничих виробок, тунелей, будівництві промислових і житлових будівель, для зміцнення укосів доріг і стінок котлованів у водонасичених ґрунтах, як протизсувні заходи, а також при боротьбі з селевими потоками в горах. Зокрема, для економічно вигідного та високоефективного влаштування та підсилення основ доріг; укріплення відкосів доріг і стінок котлованів; запобігання деформаціям, при боротьбі з водопритоками; створення протифільтраційних конструкцій в основі гідротехнічних споруд; при захисті бетонних і кам'яних споруд (доріг, фундаментів) від агресивного впливу; збільшення тримкості паль, опор великого діаметра; витиснення зв'язаної води з ґрунту; збільшення коефіцієнту ущільнення ґрунту; зниження набухання ґрунтів, влаштування несучих і блокуючих (від ґрунтових вод) основ на сміттєзвалищах тощо.

## Методи стабілізації та види стабілізаторів
- цементація,
- глинизація,
- бітумізація,
- заморожування,
- Хімічне закріплення ґрунтів.
- Силікатизація ґрунтів

Застосовуються також силікатизація, смолизація, електрохімічні та термічні впливи. Є вітчизняні технічні рішення, які передбачають створення у селевому потоці тиксотропної просторової флокуляційної сітки, що зменшує текучість потоку.
У результаті стабілізації ґрунтів збільшується їхня тримкість та стійкість, підвищується міцність, водоміцність і водонепроникність, збільшується спротив розмиванню.
Стабілізація ґрунтів найчастіше досягається додаванням у ґрунт різних стабілізаторів. Ними можуть бути різні рідкі, порошкоподібні і пастоподібні матеріали.
Також додатково можуть вноситися різні збіднюючі добавки (відсів вапняку, пісок, глина, попіл виносу, мелений шлак і т. д.); водні глиняні суспензії (щільність 1,1-1,5 г/см3); розтоплений чи регенерований бітум (див. бітумізація ґрунтів) (з температурою 150 0С); емульсії бітуму у воді (з концентрацією 50-65 %); розчин рідкого скла (силікату натрію) з щільністю 1,05-1,32 г/см3 (див. силікатизація ґрунтів); деякі види синтетичних смол (формальдегіді, епокситні, поліуретанові, поліакрилові тощо). Назва способу стабілізації ґрунту визначається видом ін'єкційного розчину.
Стабілізатори є наступних видів:
- Органічні речовини, що не містять хімічних штучних сполук. Органічні стабілізатори є безпечними для довкілля і людей як в процесі будівництва, так і після його завершення.
- В'яжучі та/або склеюючі (вапняковий відсів, цемент, вапно, бітум і ін.) речовини, за допомогою який ґрунт набуває підвищеної структурної міцності і властивості твердої речовини
- хімічні речовини, котрі змінюють властивості ґрунту, вступаючи у хімічну реакцію з його компонентами
- Комбіновані (в'яжучі + хімічні)
- Катіонні, катіоноактивні (поліфілізатори-каталізатори), котрі у водних розчинах дисоціюють з утворенням позитивно зарядженого іона (катіона), що прискорюють природний процес скам'яніння всіх видів ґрунтів, якісно міняючи їх властивості.

Найбільше поширення в практиці будівництва здобула однорозчинна силікатизація, тобто нагнітання в ґрунт розчинів, котрі в своєму складі містять силікат натрію (рідке скло). Якоюсь мірою силікатизація нагадує процес, що виникає у природних умовах при створенні пісковиків.
Однорозчинна силікатизація полягає в закачуванні в ґрунт через ін'єктори — металеві перфоровані труби, які змонтовані з ланок 1…1,5 м завдовжки та діаметром 38 мм, рідкого розчину силікату натрію з добавками коагуляторів. Залежно від технологічної схеми ін'єктори розташовують вертикально, похило або навіть горизонтально щодо поверхні ґрунту. Глибина закріплення залежить від ґрунтових умов й особливостей будівель.

Ущільнення лесової товщі вибухівкою за методом
проф. І. М. Литвинова: Н — товща лесового ґрунту; св.1, св.2, св.3, св.4, св.5 — свердловини та їх номера; 1 — вибухи зарядів

Закріплення ґрунту за допомогою силікатизації використовують для створення суцільного масиву закріпленого ґрунту під стрічкові фундаменти або плити та у вигляді поодиноких масивів, між якими є ділянки незакріпленого ґрунту, під окремі фундаменти.
Якщо треба усунути просадні властивості ґрунтів у межах усієї товщі використовують глибинне ущільнення ґрунтовими палями в пробитих свердловинах, попередне замочування ґрунтів основи, у тому числі з глибинними вибухами (рис.), хімічне чи термічне закріплення.
У державних будівельних нормах подані різні варіанти основ і фундаментів, а також типи конструктивних схем будівель. Залежно від потужності просадочної товщі, типу конструктивної схеми будівлі, а також умов будівництва вибирають кілька конкурентоспроможних варіантів основ та фундаментів. Подальше техніко-економічне порівняння дає можливість вибрати остаточний варіант.